# Avgust Karlovič Civol'ka
Avgust Karlovič Civol'ka, Civol'ko secondo alcune fonti e August Fryderyk Cywolka in polacco (in russo Август Карлович Циволька / Циволько?; 1810 – 16 o 28 marzo 1839), è stato un navigatore ed esploratore russo di origine polacca che ha partecipato a tre spedizioni alla Novaja Zemlja.

## Biografia
Nato nel Ducato di Varsavia il suo nome completo era August Fryderyk Cywolka. Nel 1830, a 20 anni, si trasferisce a San Pietroburgo per frequentare la scuola navale, due anni più tardi è in servizio sulla fregata Kastor nel Baltico. 
Nel 1834-1835, prende parte alle spedizioni alla Novaja Zemlja con Pëtr Kuz'mič Pachtusov. Nel 1837, è al comando della goletta Krotov per conto dell'Accademia delle Scienze, nella spedizione del biologo Karl von Baer, quando sono state raccolte 90 specie di piante e 70 specie di invertebrati. Cywolka completa la mappatura dello stretto di Matočkin e, nel 1838, viene messo a capo della spedizione di mappatura e inviato verso le coste settentrionali e nord-orientali della Novaja Zemlja. Muore di scorbuto nel marzo del 1838, durante l'ultima spedizione.

## Luoghi a lui dedicati
- Isola di Cywolka (Остров Цивольки) nell'arcipelago di Novaja Zemlja.
- Il golfo di Cywolka (залив Цивольки), sulla costa orientale dell'isola Severnyj 74°21′59″N 58°49′15″E.
- Capo Cywolka (мыс Цивольки)[1], nella parte nord-orientale dell'isola Meždušarskij 71°23′59″N 52°54′03.19″E.
- Isole di Cywolka nell'arcipelago di Nordenskiöld.
- Isola di Cywolka nell'arcipelago dell'imperatrice Eugenia.